# Aulacorthum takahashii
Aulacorthum takahashii är en insektsart som först beskrevs av Mason, P.W. 1925.  Aulacorthum takahashii ingår i släktet Aulacorthum och familjen långrörsbladlöss. Inga underarter finns listade i Catalogue of Life.